# Bartholomäus Gesius
Bartholomäus Gesius (Müncheberg, 1555 - Frankfurt de l'Òder, 1613) fou un compositor i teòric musical alemany. Va escriure nombrosos himnes, salms, misses, cançons i motets. La seva obra teòrica principal és Synopsis musicae practicae (1609-1618), la qual aconseguí gran estima en el seu temps.